# Papa-Léguas (desenho animado)
Papa-Léguas é uma série de desenho animado americana criado pelo diretor Chuck Jones com histórias desenvolvidas pelo escritor Michael Maltese. Teve seu primeiro episódio exibido no dia 16 de setembro de 1949.

## Origem
Quando os roteiristas da Warner Bros decidiram que precisavam de um novo tipo de curta, a única coisa que todos eles concordaram foi parodiar os desenhos de perseguição estilo Tom & Jerry. Chuck Jones disse que "Embora muitas coisas me vieram à mente, a ideia de um coiote perseguindo um papa-léguas, eventualmente, veio para cima." O Coiote em particular é derivado de um canino similar no livro de Mark Twain Roughing It, onde um coiote é descrito como "um esqueleto alto, magrelo e doente, uma alegoria viva de Desejo. Ele está sempre faminto." Sua aparência é baseada no animador Ken Harris. Seu nome, "Wile E.", é um trocadilho com wily, "astuto".

## Premissa
Em um deserto cheio de rodovias, o faminto Wile E. Coyote sempre tenta capturar Papa-Léguas, encomendando produtos ACME, uma empresa fictícia que fabrica de tudo.
O Papa-Léguas passa todos os episódios a ludibriar as tentativas do Coiote em capturá-lo. Contando com astúcia, velocidade ou uma sorte absurda, o Papa-Léguas sempre escapa ileso de todas as artimanhas altamente criativas de seu arqui-inimigo, porque este sempre acaba pego por sua própria armadilha, "morrendo" em todos os episódios. O mais inusitado é que a simpatia do público fica sempre com o predador frustrado. Em Wabbit - A Looney Tunes Production, seu papel é uma mistura de seu papel em foco no Pernalonga com o seu papel EM foco no Papa-Léguas tentando de novo caçar e comer o Pernalonga, mas acaba sempre se dando mal graças a esperteza do Pernalonga e também graças ao Papa-Léguas que muitas vezes sempre impede que o Wile E. Coyote acaba caçando o Pernalonga, carregando o coelho esperto nas costas surgindo rapidamente emitindo "bip-bip", mas Wile E. Coyote acaba decidindo tentar caçar e comer o Papa-Léguas também toda vez que Papa-Léguas surge para salvar o Pernalonga.
Quarenta e oito curta animados foram feitos com o Wile E. Coyote perseguindo o Papa-Léguas, incluindo versões em computação gráfica na série animada O Show dos Looney Tunes.

## Discurso
Wile E. Coyote normalmente não faz um som, ao contrário do Papa-léguas, que emite o ocasional "bip-bip". Em vez disso, ele se comunica com placas que mostram a sua emoção, como "ai" ou "uh-oh". Ele tem sido conhecida a falar, no entanto, quando ele está em torno de Pernalonga (nesse caso, foi dublado pela mesma voz do coelho, Mel Blanc).
Mel Blanc quando faz a voz de Pepé Le Pew fazia-a com sotaque francês e no mesmo tom de voz, enquanto que quando Coyote fala, com o mesmo tom de voz, mas geralmente com sotaque britânico, muitas vezes, proclamando ser um "gênio super".
Em Wabbit - A Looney Tunes Production, ele conversa com Pernalonga igual como nos desenhos clássicos, mas ele não fala usando sinais no lugar de qualquer fala e voz, mas também continua levantando placas com frases.

## Nomes de episódios e nomes científicos
No começo dos desenhos, há sempre um quadro parado em que o nome científico em pseudo-latim dos protagonistas surge, geralmente enfatizando a fome e estupidez do Coiote e a velocidade do Papa-Léguas.
Em Portugal, os episódios foram apenas dobrados para Home Media.
| Lançamento (EUA)        | Títulos por idioma              | Títulos por idioma            | Nomes científicos           | Nomes científicos             |
| Lançamento (EUA)        | Desenho (título original [EUA]) | Desenho (título português)    | Papa-Léguas                 | Coiote                        |
| ----------------------- | ------------------------------- | ----------------------------- | --------------------------- | ----------------------------- |
| Lançamento (EUA)        | (Nomes reais)                   | (Nomes em português)          | Geococcyx californianus     | Canis latrans                 |
| 16 de setembro de 1949  | Fast and Furry-ous              | Rápido e Furioso              | Accelleratii Incredibus     | Carnivorous Vulgaris          |
| 24 de maio de 1952      | Beep, Beep                      | Bip Bip                       | Accelerati Incredibilus     | Carnivorous Vulgaris          |
| 23 de agosto de 1952    | Going! Going! Gosh!             | Era uma vez um Coiote         | Acceleratti Incredibilus    | Carnivorous Vulgaris          |
| 14 de setembro de 1953  | Zipping Along                   | Vamos na Broa                 | Velocitus Tremenjus         | Road-Runnerus Digestus        |
| 14 de agosto de 1954    | Stop! Look! And Hasten!         | Pare! Olhe e acelere!         | Hot-Roddicus Supersonicus   | Eatibus Anythingus            |
| 30 de abril de 1955     | Ready, Set, Zoom!               | A grande perseguição          | Speedipus Rex               | Famishus-Famishus             |
| 10 de dezembro de 1955  | Guided Muscle                   | Musculos Teleguiados          | Velocitus Delectiblus       | Eatibus Almost Anythingus     |
| 5 de maio de 1956       | Gee Whiz-z-z-z                  | Vruuummm!                     | Delicius-Delicius           | Eatius Birdius                |
| 10 de novembro de 1956  | There They Go-Go-Go!            | As Mil e uma Falhas           | Dig-Outius Tid-Bittius      | Famishius Fantasticus         |
| 26 de janeiro de 1957   | Scrambled Aches                 | A Estrada da Morte            | Tastyus Supersonicus        | Eternalii Famishiis           |
| 4 de setembro de 1957   | Zoom and Bored                  | Zoom e Boom!!                 | Birdibus Zippibus           | Famishus Vulgarus             |
| 12 de abril de 1958     | Whoa, Be Gone                   | Adeus, Oh vai-te embora       | Birdius High-Ballius        | Famishius Vulgaris Ingeniusi  |
| 11 de outubro de 1958   | Hook, Line, and Stinker         | Uma refeição rápida           | Burnius-Roadibus            | Famishius-Famishius           |
| 6 de dezembro de 1958   | Hip Hip-Hurry!                  |                               | Digoutius-Unbelieveus       | Eatius-Slobbius               |
| 9 de maio de 1959       | Hot Rod and Reel                | E eu a vê-lo passar!          | Super-Sonicus-Tonicus       | Famishius-Famishius           |
| 10 de outubro de 1959   | Wild About Hurry                |                               | Batoutahelius               | Hardheadipus Oedipus          |
| 19 de janeiro de 1960   | Fastest with The Mostest        | Velocidade Alucinante         | Velocitus Incalculus        | Carnivorous Slobbius          |
| 8 de outubro de 1960    | Hopalong Casualty               |                               | Speedipus-Rex               | Hard-Headipus Ravenus         |
| 21 de janeiro de 1961   | Zip 'N' Snort                   | É sempre a abrir              | Digoutius-Hot-Rodis         | Evereadii Eatibus             |
| 3 de junho de 1961      | Lickety Splat*                  |                               | Fastius Tasty-us            | Apetitius Giganticus          |
| 11 de novembro de 1961  | Beep Prepared                   | 2001: Coiote no Espaço        | Tid-Bittius Velocitus       | Hungrii Flea-Bagius           |
| 30 de junho de 1962     | Zoom at the Top                 | Mais vale um coiote no chão   | Disappearialis Quickius     | Overconfidentii Vulgaris      |
| 1962                    | Adventures of the Road-Runner*  |                               | Super-Sonnicus Idioticus    | n/a                           |
| 28 de dezembro de 1963  | To Beep or Not to Beep          | Engenhocas Perigosas          | n/a                         | n/a                           |
| 6 de junho de 1964      | War and Pieces                  |                               | Burn-em Upus Asphaltus      | Caninus Nervous Rex           |
| 27 de fevereiro de 1965 | The Wild Chase                  | Perseguição Selvagem          | n/a                         | n/a                           |
| 31 de julho de 1965     | Rushing Roulette                |                               | n/a                         | n/a                           |
| 21 de agosto de 1965    | Run, Run, Sweet Road Runner     | "Raios partam o Coiote!"      | n/a                         | n/a                           |
| 18 de setembro de 1965  | Tired and Feathered             |                               | n/a                         | n/a                           |
| 9 de outubro de 1965    | Boulder Wham!                   | Pedregulho Buuum!!            | n/a                         | n/a                           |
| 30 de outubro de 1965   | Just Plane Beep                 |                               | n/a                         | n/a                           |
| 13 de novembro de 1965  | Hairied and Hurried             |                               | n/a                         | n/a                           |
| 11 de dezembro de 1965  | Highway Runnery                 | Proibido Ultrapassar          | n/a                         | n/a                           |
| 25 de dezembro de 1965  | Chaser On the Rocks             |                               | n/a                         | n/a                           |
| 1965                    | Road Runner A-Go-Go             |                               | n/a                         | n/a                           |
| 1965                    | Zip Zip Hooray                  |                               | n/a                         | n/a                           |
| 8 de janeiro de 1966    | Shot and Bothered               |                               | n/a                         | n/a                           |
| 29 de janeiro de 1966   | Out and Out Rout                |                               | n/a                         | n/a                           |
| 19 de fevereiro de 1966 | The Solid Tin Coyote            |                               | n/a                         | n/a                           |
| 12 de março de 1966     | Clipperty Clobbered             | Coiote Invisível              | n/a                         | n/a                           |
| 5 de novembro de 1966   | Sugar and Spies                 |                               | n/a                         | n/a                           |
| 27 de novembro de 1979  | Freeze Frame                    |                               | Semper Food-Ellus           | Grotesques Appetitus          |
| 21 de maio de 1980      | Soup or Sonic                   |                               | Ultra-Sonicus Ad Infinitum  | Nemesis Riduclii              |
| Dezembro de 1994        | Chariots of Fur                 |                               | Boulevardius Burnupius      | Dogius Ignoramius             |
| 1999                    | Little Go Beep                  |                               | Morselus Babyfatius Tastius | Poor Schnookius               |
| 2003                    | Wizzard of Ow                   |                               | Geococcyx californianus     | Canis latrans                 |
| 2003                    | Looney Tunes: Back in Action    | Looney Tunes: De volta à ação | n/a                         | Desertus-operativus Idioticus |

## Mandamentos
Em seu livro Chuck Amuck de 1989, Chuck Jones escreveu os 10 mandamentos do desenho do Papa-Léguas:
1. O Papa-Léguas não pode prejudicar o Coiote; ele só deve correr e fazer “beep-beep” (porém, há dois episódios em que o Papa-Léguas dirigindo um ônibus atropela o Coiote).
2. O Coiote não pode ser afetado por nenhuma força externa: seu fracasso deve advir unicamente do uso de produtos Acme ou de sua própria estupidez. (uma vez violada pela queda de um raio)
3. Wile E. Coyote poderia acabar com sua caçada a qualquer momento – não fosse ele um fanático. Entretanto, ele jamais desistirá já que está sempre certo de que sua próxima tentativa será bem sucedida.
4. Está vetado qualquer diálogo, com exceção de “beep-beep!”, além das placas do Coiote. (porém, em um curta o Coiote grita de dor e ri)
5. O Papa-Léguas nunca deve deixar a estrada. (Violada ocasionalmente)
6. Toda a ação deve se passar no habitat dos dois personagens: o deserto americano. (Violada uma vez, com constelações de Papa-Léguas e Coiote no céu)
7. Todas as ferramentas, armas e outros artefatos devem ser de origem Acme.
8. Sempre que possível, fazer da gravidade o pior inimigo do Coiote.
9. O Coiote sempre sai mais humilhado do que ferido de suas armações.
10. O público, no final das contas, é solidário ao Coiote.

Porém, o animador Michael Maltese disse nunca ter ouvido essas regras antes, explicando todas as violações.